# Granvillaise Bleue
Granvillaise Bleue född 25 maj 2016, är en fransk varmblodig travhäst som tränas av Pierre Levesque och rids av Camille Levesque.
Hon började tävla i april 2019 och inledde med en galopp och tog sin första seger i nionde starten. Hon har hittills sprungit in 1,3 miljoner euro på 63 starter, varav 14 segrar och 12 andraplatser samt 6 tredjeplatser. Den hittills största segern är tagen i Prix des Centaures (2022).
Hon har även segrat i Prix Xavier de Saint Palais (2021), Prix Edmond Henry (2021), Prix Joseph Lafosse (2021), Prix Jules Lemonnier (2022), Prix Henri Desmontils (2023), Prix Théophile Lallouet (2023), Prix Paul Delanoe (2023), Prix Guillaume de Bellaigue (2023). Hon har även kommit på andraplats i Prix Paul Bastard (2021), Prix Jean Gauvreau (2021), Prix Hervé Céran-Maillard (2021), Prix de Normandie (2021), Prix des Élites (2021), Prix de Cornulier (2022, 2023), Prix de l'Île-de-France (2022), Prix Paul Buquet (2022). Samt kommit på tredjeplats i Prix Victor Cavey (2021), Prix de l'Île-de-France (2023, 2024) och Prix Henri Desmontils (2024).

## Statistik
| Statistik för Granvillaise Bleue (Ref.) | Statistik för Granvillaise Bleue (Ref.) | Statistik för Granvillaise Bleue (Ref.) | Statistik för Granvillaise Bleue (Ref.) | Statistik för Granvillaise Bleue (Ref.) | Statistik för Granvillaise Bleue (Ref.) |
| --------------------------------------- | --------------------------------------- | --------------------------------------- | --------------------------------------- | --------------------------------------- | --------------------------------------- |
| Starter                                 | Placeringar                             | Startprissumma                          | Segerprocent                            | Platsprocent                            | Rekord                                  |
| 63                                      | 14-12-6                                 | 1 318 860 euro                          | 22 %                                    | 51 %                                    | 1.09,9ak,                               |

### Större segrar
| År   | Lopp                        | Kusk             | Vinstbelopp | Grupp   |
| ---- | --------------------------- | ---------------- | ----------- | ------- |
| 2021 | Prix Xavier de Saint Palais | Camille Levesque | 54 000 EUR  | Grupp 2 |
| 2021 | Prix Edmond Henry           | Camille Levesque | 54 000 EUR  | Grupp 2 |
| 2021 | Prix Joseph Lafosse         | Camille Levesque | 54 000 EUR  | Grupp 2 |
| 2022 | Prix des Centaures          | Camille Levesque | 108 000 EUR | Grupp 1 |
| 2022 | Prix Jules Lemonnier        | Camille Levesque | 54 000 EUR  | Grupp 2 |
| 2023 | Prix Henri Desmontils       | Camille Levesque | 40 500 EUR  | Grupp 3 |
| 2023 | Prix Théophile Lallouet     | Camille Levesque | 54 000 EUR  | Grupp 2 |
| 2023 | Prix Paul Delanoe           | Camille Levesque | 40 500 EUR  | Grupp 3 |
| 2023 | Prix Guillaume de Bellaigue | Camille Levesque | 40 500 EUR  | Grupp 3 |